# PZL Bielsko SZD-12
Die PZL Bielsko SZD-12 Mucha 100 ist ein polnisches Segelflugzeug. Das Kürzel SZD steht für Szybowcowy Zakład Doświadczalny (Segelflugzeug-Entwicklungswerk).

## Entwicklung
Die SZD-12 entstand ab 1952 als Weiterentwicklung der IS-2 Mucha (deutsch Fliege) von 1948 aufgrund der Nachfrage nach einem einsitzigen Schul- und Leistungssegler. Für die Konstruktion zeichneten Władysław Okarmus, Jan Dyrek und Zbigniew Badura verantwortlich. Es wurde ein Prototyp gebaut, der das Kennzeichen SP–1400 erhielt und am 14. November 1953 mit Adam Zientka den Erstflug absolvierte. Die Erprobung verlief erfolgreich und so ging das Modell in Krosno in die Serienproduktion, wobei noch 14 weitere im SZD-Werk von Gdańsk entstanden. Insgesamt umfasste diese bis 1958 laufende erste Serie 104 SZD-12. Inzwischen war eine verbesserte Ausführung mit nach hinten versetztem Hauptrad und Metall-Luftbremsen entwickelt worden, die anschließend als Mucha 100A in 206 Exemplaren aufgelegt wurde. 68 davon wurden in insgesamt 13 Länder exportiert, was auch drei in die DDR gelieferte SZD-12 einschloss. Von diesen flog die erste mit dem Kennzeichen DDR–2013 ab 1954 beim Armeesportverein in Cottbus und ging dort zwei Jahre später zu Bruch; die beiden anderen (DDR–, später DM–2032 und DM–2050) wurden 1956 bzw. 1958 ausgeliefert und bis 1968 von der GST genutzt. Eine unbekannte Anzahl von Flugzeugen wurde zudem in China in Lizenz produziert. Nachfolger wurde die 1958 entwickelte SZD-22 Mucha Standard.

## Aufbau
Die SZD-12 ist ein freitragender Schulterdecker in Ganzholzbauweise mit sperrholzbeplanktem, im Querschnitt ovalem Rumpf. Die Tragflächen sind zweiteilig ausgeführt und verfügen über einen Holm und einen Schrägholm. Die Sperrholzbeplankung verläuft von der Flügelvorderkante bis auf Höhe des Holms, dahinter wird sie von Stoffbespannung abgelöst. Die Verkleidung des freitragenden Leitwerks besteht aus Sperrholz bei den Flossen und Stoff bei den Rudern. Das Fahrwerk besteht aus dem bremsbaren Hauptrad (250 mm × 125 mm), einer hölzernen Gleitkufe am Bug und dem Hecksporn aus Stahl.

## Technische Daten

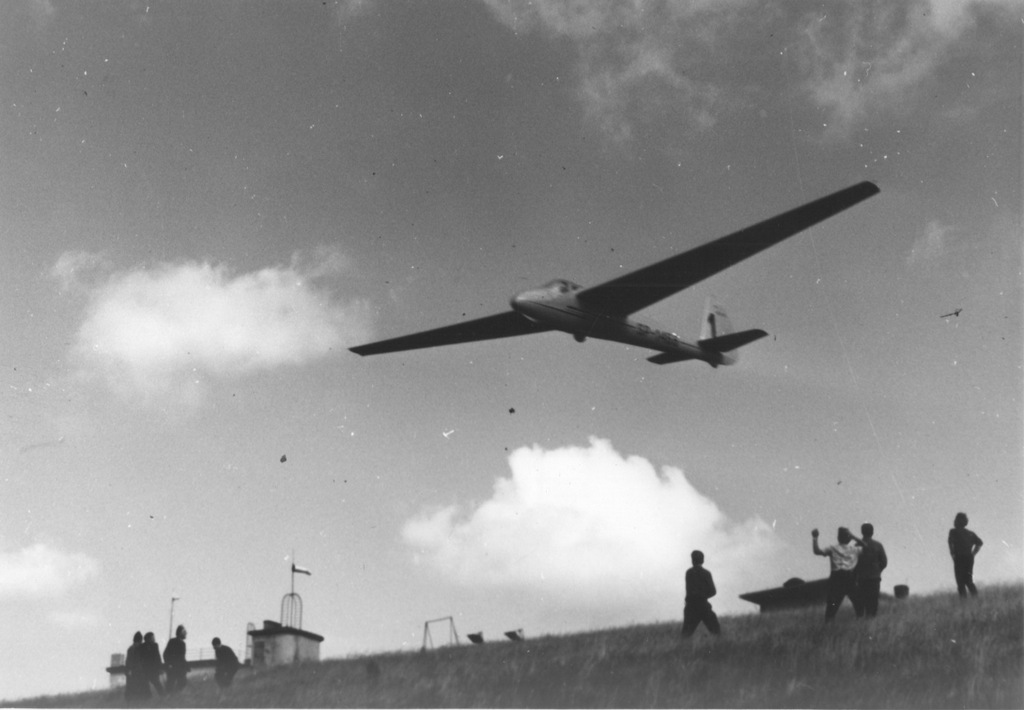
Gummiseilstart einer Mucha 100

| Kenngröße              | Daten (Mucha 100)                                            |
| ---------------------- | ------------------------------------------------------------ |
| Besatzung              | 1                                                            |
| Spannweite             | 15 m                                                         |
| Länge                  | 7 m                                                          |
| Höhe                   | 1,60 m                                                       |
| Flügelfläche           | 15 m²                                                        |
| Flügelpfeilung         | 4°                                                           |
| Flügelstreckung        | 15                                                           |
| Flächenbelastung       | normal 17,3 kg/m² maximal 19,40 kg/m²                        |
| Leermasse              | 195 kg                                                       |
| Zuladung               | 95 kg                                                        |
| Startmasse             | maximal 290 kg                                               |
| Höchstgeschwindigkeit  | 220 km/h im Sturzflug 200 km/h im Sturzflug mit Bremsen      |
| Schleppgeschwindigkeit | bis 94 km/h im Windenschlepp bis 130 km/h im Flugzeugschlepp |
| Mindestgeschwindigkeit | 50–55 km/h                                                   |
| Gleitzahl              | 24 bei 70 km/h                                               |
| Geringstes Sinken      | 0,76 m/s bei 67 km/h                                         |
| Profil                 | NACA 43012A (Flügelwurzel)                                   |
| Bruchlastvielfaches    | 10,5                                                         |